# Speicherkraftwerk St. Martin
Das Speicherkraftwerk St. Martin (auch Kavernenkraftwerk St. Martin) ist ein 1965 erbautes Speicherkraftwerk in der Gemeinde St. Martin am Wöllmißberg im österreichischen Bundesland Steiermark. Das in Kavernenbauweise ausgeführte Kraftwerk mit einer Engpassleistung von 9,8 MW wird vom Speicher Hirzmann mit Triebwasser versorgt.

## Lage
Die Kraftwerksanlagen befinden sich am Mittellauf der Teigitsch zwischen den beiden Speichern Hirzmann und Langmann. Das Betriebsgebäude liegt auf 647 m ü. A. rund 2,7 km südlich vom Gemeindehauptort St. Martin am Wöllmißberg und ist nicht über eine Straße mit öffentlichem Verkehr erreichbar.

## Geschichte
14 Jahre nach dem Bau der Hirzmannsperre wurde im März 1964 von der STEWEAG der Bau der Kraftwerkskaverne St. Martin beschlossen. Noch im selben Monat erfolgte der Baubeginn. Die ELIN-Union produzierte für das Kraftwerk den damals größten Asynchrongenerator Österreichs mit einer Generatorspannung von 6,3 kV und einer Nennleistung von 11 MW. Im Dezember 1965 erfolgte die Inbetriebnahme, der Ausbau der Teigitschgruppe war damit abgeschlossen.
1972 lösten starke Regenfälle einen Felssturz aus. Schutt- und Geröllmassen beschädigten nicht nur das Betriebsgebäude, sondern auch den Bockkran sowie Teile der Schaltanlage mit dem Maschinentransformator schwer. Bevor die Anlage wieder in Betrieb gehen konnte, waren aufwendige Sanierungs- und Reparaturmaßnahmen notwendig. Der Stator wurde bei einer Revision im Jahr 2008 erneuert.

## Beschreibung

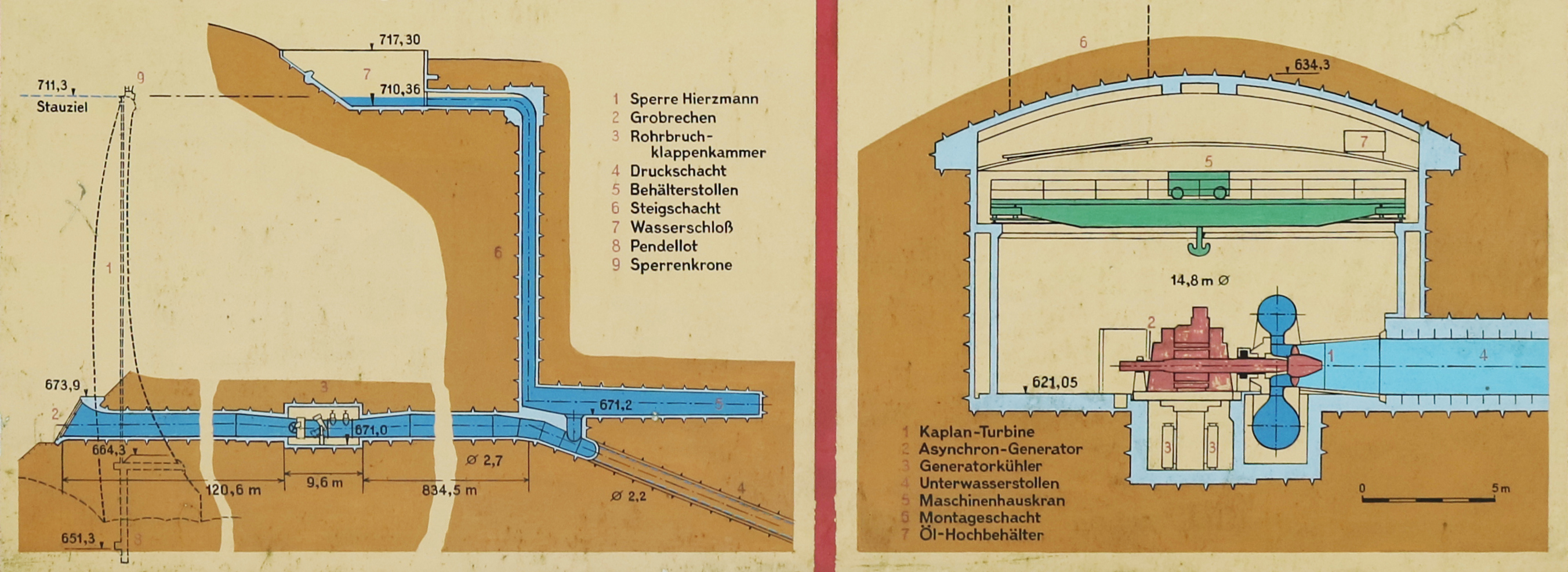
Schematische Darstellung von Kraftabstieg und Kaverne

Die oberflächlichen Kraftwerksanlagen bestehen aus dem Betriebsgebäude, einer östlich anschließenden Freiluft-Schaltanlage und einem Bockkran über der Montageöffnung der Kaverne. Die auf kreisförmigem Grundriss 27 m unter der Erde angelegte Kaverne misst im Durchmesser 14,8 m und beherbergt das Krafthaus. Die technischen Anlagen bestehen aus einer Kaplan-Turbine mit liegender Welle und dem Drehstrom-Asynchrongenerator.
Das aus dem Jahresspeicher Hirzmann und dem Fernspeicher Pack stammende Triebwasser wird von ersterem über einen 985 m langen Druckstollen zum Wasserschloss und durch einen 121 m langen gepanzerten Druckschacht eingeleitet, während das abgearbeitete Wasser durch einen 195 m langen Unterwasserstollen dem Speicher Langmann zugeführt wird. Eine 110-kV-Hochspannungsleitung leitet die gewonnene Energie zum Kraftwerk Arnstein ab. Alternativ besteht eine Einspeisemöglichkeit in das regionale Mittelspannungsnetz der STEWEAG mit 20 kV. Jährlich werden auf diese Weise 15,5 GWh Strom generiert.